# Slovenska nogometna liga 1940-1941
La Slovenska nogometna liga 1940./41. (it. "Campionato calcistico sloveno 1940-41") fu la prima ed unica edizione del campionato organizzato dalla Federazione calcistica della Slovenia (SNZ) durante gli anni del Regno di Jugoslavia, per squadre ricadenti sotto la Banovina della Drava.
Il torno venne vinto dal SK Lubiana, al suo primo titolo nella manifestazione. Grazie a questa vittoria, i biancoverdi ottennero l'accesso al Državno prvenstvo 1940-1941, il campionato nazionale jugoslavo, torneo che non si tenne a causa degli eventi storici.
Il capocannoniere fu Stane Žigon, del Mars Lubiana, con 17 reti.

## Avvenimenti
Il Regno di Jugoslavia era sull'orlo della guerra, la situazione economica era pessima e stavano aumentando anche le frizioni nazionali interne. Nell'agosto del 1939 nacque la Banovina di Croazia ed i club croati lasciarono la Federcalcio jugoslava e fondarono quella croata in ottobre. Il 19 ottobre 1939 venne sciolta la LjNP e nacque la Federazione calcistica della Slovenia, che ne rilevò proprietà e debiti, ed al suo interno nacquero le nuove sottofederazioni di Maribor, Celje e Lubiana.
Nel 1940 la Federcalcio slovena organizzò il proprio campionato cui vennero iscritte la migliore squadra della Banovina della Drava, lo SK Lubiana (che nella stagione precedente aveva militato nel campionato croato), e le altre 7 migliori squadre della zona in base ai risultati ottenuti nel Prvenstvo LjNP 1939-1940.
Il vincitore fu appunto lo SK Lubiana, che avrebbe dovuto accedere al Državno prvenstvo 1940-1941, ma gli eventi precipitarono: il 6 aprile 1941 le potenze dell'Asse cominciarono l'Invasione della Jugoslavia ed il 17 i balcanici si arresero. Il Regno di Jugoslavia venne smembrato fra i paesi vincitori (Germania, Italia, Ungheria e Bulgaria) e nacque anche lo Stato Indipendente di Croazia (comprendente Croazia e Bosnia).

### Durante la guerra
Le squadre di Maribor e Celje entrarono a far parte del sistema calcistico della Germania nazista, mentre quelle della Murania in quello del Regno d'Ungheria. La Federcalcio slovena, ormai ridotta alle sole compagini del territorio di Lubiana, confluì nel Comitato dell'Associazione Olimpica Italiana.

Le nuove autorità di occupazione vollero dare una parvenza di normalità, così organizzarono nuove competizioni. Già a metà maggio iniziò la Coppa SNZ, torneo ad eliminazione diretta con turno preliminare, quarti, semifinali e finali con gare di andata e ritorno: a trionfare fu ancora il SK Lubiana che superò l'Hermes per 3-2 e 3-3 nella doppia finale in agosto.

In autunno iniziò un nuovo campionato cui venne invitato anche l'Elan di Novo Mesto, ma venne sospeso dopo quattro turni a causa del maltempo, con il SK Lubiana in testa.

Nel 1942 vi fu un torneo a sette squadre, vinto ancora dal SK Lubiana (3-0 sul Mars in finale).

Nel 1943 venne organizzato un campionato in due divisioni per un totale di 8 squadre. A vincere, a punteggio pieno, fu ancora il SK Lubiana, secondo l'Hermes, terzo il Mars ed ultimo (a 0 punti) la fabbrica del tabacco.

Nel 1944 erano attive solo poche squadre, ma riuscirono ad organizzare in autunno un torneo con sei squadre, vinto dallo Športno društvo Iztok, davanti a SK Lubiana e Hermes. Vennero inoltre giocate amichevoli di natura propagandistica, come quella del 15 ottobre fra Hermes (rafforzato da calciatori di altre società) e la squadra unita KAC-Rapid di Klagenfurt davanti a 5mila spettatori, mentre un mese dopo gli avversari furono il VSV di Villach.

## Squadre partecipanti
| Squadra            | Stagione 1939-40               | Stagione 1939-40      |
| Squadra            | Gruppo                         | Fase finale           |
| ------------------ | ------------------------------ | --------------------- |
| SK Lubiana         | 10° in Hrvatsko-slovenska liga | non qualificato       |
| Železničar Maribor | 2° in 1ª classe Maribor        | Vincitore LjNP        |
| 1.SŠK Maribor      | 3° in 1ª classe Maribor        | Finalista LjNP        |
| Kranj              | 1° in 1ª classe Lubiana        | Semifinalista LjNP    |
| Amater Trbovlje    | 1° in 1ª classe Celje          | Quarti di finale LjNP |
| Olimp Celje        | 2° in 1ª classe Celje          | Quarti di finale LjNP |
| Bratstvo Jesenice  | 2° in 1ª classe Lubiana        | Quarti di finale LjNP |
| Mars Lubiana       | 3° in 1ª classe Lubiana        | Quarti di finale LjNP |

## Classifica
|  | Pos. | Squadra            | Pt | G  | V  | N | P  | GF | GS | QR    |
|  | ---- | ------------------ | -- | -- | -- | - | -- | -- | -- | ----- |
|  | 1.   | SK Lubiana         | 22 | 14 | 10 | 2 | 2  | 55 | 21 | 2,619 |
|  | 2.   | Železničar Maribor | 20 | 14 | 8  | 4 | 2  | 30 | 14 | 2,142 |
|  | 3.   | Amater Trbovlje    | 17 | 14 | 8  | 1 | 5  | 37 | 30 | 1,233 |
|  | 4.   | Mars Lubiana       | 14 | 14 | 6  | 2 | 6  | 37 | 27 | 1,370 |
|  | 5.   | Bratstvo Jesenice  | 14 | 14 | 6  | 2 | 6  | 30 | 38 | 0,789 |
|  | 6.   | Kranj              | 13 | 14 | 6  | 1 | 7  | 25 | 30 | 0,833 |
|  | 7.   | 1.SŠK Maribor      | 10 | 14 | 4  | 2 | 8  | 38 | 39 | 0,974 |
|  | 8.   | Olimp Celje        | 2  | 14 | 1  | 0 | 13 | 11 | 64 | 0,171 |

Legenda:
      Campione della Slovenia e qualificato al Državno prvenstvo 1940-1941.
      Retrocessa nella divisione inferiore.
Note:
Due punti a vittoria, uno a pareggio, zero a sconfitta.